# 特魯任卡 (扎波羅熱州)
47°20′0″N 36°57′54″E / 47.33333°N 36.96500°E
特魯任卡（烏克蘭語：Труженка）是位於烏克蘭東南部的村莊，由扎波羅熱州波洛希區的科米什-佐里亞市鎮負責管轄。該村面積24.11平方公里，海拔高度172米，2001年人口195，人口密度每平方公里8.09人。